# Oxygène noir

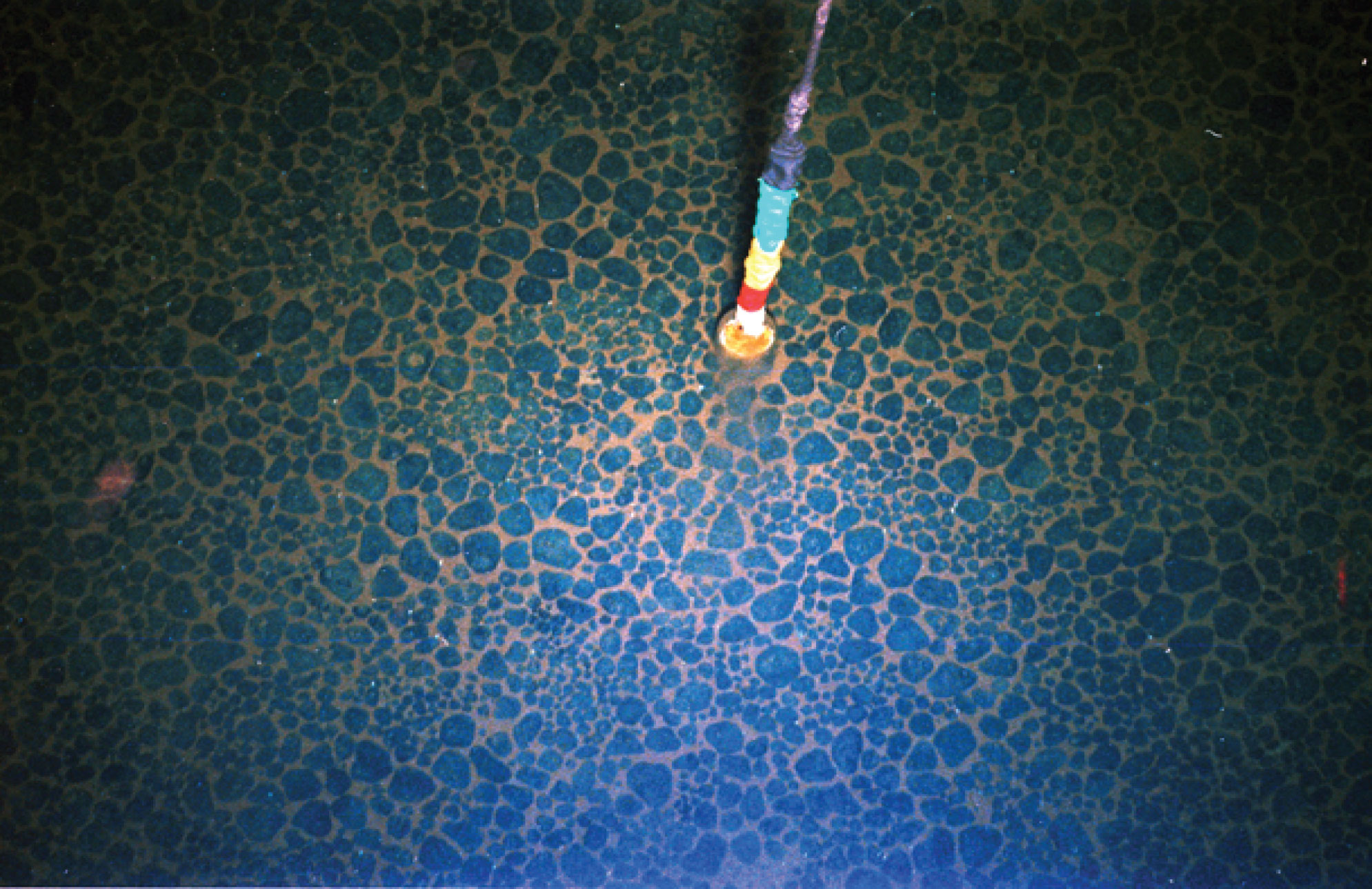
Un lit de nodules de manganèse au large des îles Cook

L'oxygène noir (dark oxygen en anglais) est le nom donné en 2024 par une équipe d'océanographes à l'oxygène moléculaire (O2) dont ils pensent avoir observé la formation dans les abysses, à des profondeurs où la lumière ne peut pas pénétrer, éliminant ainsi la possibilité d'une origine photosynthétique. Cette hypothèse très médiatisée a fait l'objet d'une vive controverse dans la communauté scientifique, dans le contexte tendu et propice aux conflits d'intérêts de l’exploitation minière en grande profondeur.
L'hypothèse des auteurs est que l'oxygène est produit par des nodules métalliques dans les zones océaniques profondes, en dessous de 4000 mètres. Il résulterait de l'électrolyse de l'eau de mer, la dissociation de l'oxygène et de l'hydrogène sous l'effet d'une différence de potentiel à la surface de ces nodules. Si elle était avérée, cette découverte remettrait en question la théorie bien établie selon laquelle tout l’oxygène moléculaire a été produit par la photosynthèse lors de la Grande Oxydation.
La méthodologie des auteurs, leurs résultats et leurs conclusions ont été immédiatement fortement critiqués par plusieurs équipes de scientifiques : par la compagnie The Metals Company qui a financé une partie de la recherche et que cette prétendue découverte embarrasse, mais aussi par des scientifiques ne déclarant pas de conflits d'intérêts.

## Découverte
Andrew Sweetman est un océanographe britannique dirigeant le groupe de recherche Seafloor Ecology and Biogeochemistry de la Scottish Association for Marine Science (SAMS). Spécialiste de la biodiversité et de l'écologie du plancher océanique, il étudiait la zone Clarion-Clipperton (CCZ), un secteur de plaine abyssale situé dans l'Océan pacifique entre Hawaï et le Mexique, lorsque son équipe a fait la découverte. L'étude est publiée dans la revue Nature Geoscience le 22 juillet 2024, et l'information est reprise dans le monde entier, tant dans la presse de vulgarisation scientifique que dans les médias généralistes,,,,. 
Les données ont été recueillies sur les fonds marins (in situ) par l'installation sur plusieurs sites de la CCZ situés entre 5200 m et 4100 m de profondeur de chambres benthiques, des sortes de cloches permettant de mesurer les flux gazeux. Les mêmes mesures ont ensuite été menées en laboratoire à bord du navire océanographique (ex situ), dans un environnement reconstitué à partir de nodules remontés. La teneur en oxygène a été mesurée par deux méthodes, des capteurs optodes à oxygène et un titrage de Winkler effectué à intervalles réguliers. Alors qu'on s'attend à ce que la teneur en oxygène à l'intérieur de la cloche diminue au cours du temps, les auteurs voient cette concentration augmenter, preuve selon eux que de l'oxygène est produit au fond de l'océan.
Les auteurs proposent que cet oxygène est produit dans l'obscurité du fond marin par électrolyse de l’eau de mer, à la surface de nodules polymétalliques. Dans ce processus, une différence de potentiel de 1,5 V permet de séparer l'hydrogène et l'oxygène.
{\displaystyle 2\,{\mbox{H}}_{2}{\mbox{O}}\rightarrow 2\,{\mbox{H}}_{2}+{\mbox{O}}_{2}}
La tension la plus élevée mesurée à la surface des nodules prélevés sur le plancher océanique lors de l'expédition n'était que de 0,95 V, mais l'hypothèse des auteurs est que des « mini batteries » peuvent se combiner en série pour fournir la tension nécessaire,,,.

## Implications potentielles
L'implication de la production d'oxygène dans l'obscurité remet en question les modèles actuels du développement de la vie biologique sur Terre. Jusqu’à présent, on admet que l’oxygène moléculaire est entièrement produit par la photosynthèse (par les plantes, les algues, et certains microorganismes),. 
Sweetman estime que cette découverte aurait des implications en exobiologie: « Puisque ce processus existe sur notre planète, il pourrait générer des habitats oxygénés dans d’autres “mondes océaniques” comme Encelade ou Europe », des lunes de Saturne et de Jupiter. Il explique que « cette découverte a retenu l'attention de la NASA qui estime que « l'oxygène noir » pourrait être la clé pour comprendre comment la vie pourrait être maintenue sur d'autres planètes et dans des habitats auparavant considérés comme incompatibles avec la vie ».
La prétendue découverte donne un nouvel argument aux opposants à l’exploitation du plancher océanique,. En effet, d'un point de vue environnemental, on peut craindre le dérèglement de l'écosystème qui pourrait résulter de l'exploitation minière des fonds marins,. Ces projets encore peu régulés sont normalement sous l'autorité de l'Autorité internationale des fonds marins (AIFM).

## Critiques
La publication a immédiatement suscité la controverse,,,. 
Des scientifiques employés par des entreprises minières en eaux profondes, notamment The Metals Company (TMC) (qui a financé une partie de la recherche) et Adepth Minerals, et d'autres scientifiques ne déclarant pas de conflits d'intérêts ont critiqué la méthodologie des auteurs et leur façon d'écarter les résultats négatifs ou problématiques, au point de remettre directement en cause leur hypothèse selon laquelle les nodules polymétalliques produisent de l'oxygène. Les auteurs ont répondu aux premières critiques en réaffirmant la robustesse de leurs résultats.
Les chercheurs de TMC avaient accès au détail des résultats expérimentaux et reprochent à Sweetman d'avoir écarté des résultats qui contredisaient son hypothèse, et qui peuvent s'expliquer par différents artefacts : les chambres pourraient accumuler des bulles d'oxygène en descendant dans la colonne d'eau et ne pas les évacuer correctement, ou bien des fuites électriques provenant du ventilateur pourraient provoquer une électrolyse.
La critique de Adepth Minerals concerne les mesures de différences de potentiel. L'article de Sweetman affirme que les tensions mesurées ont atteint 0,95 V, mais ce n'est en fait qu'une valeur parmi d'autres majoritairement beaucoup plus faibles. Par ailleurs, le dihydrogène qui aurait dû être produit si l'eau est électrolysée n'est en fait pas détecté.
Une autre critique de l'étude explique que, s'agissant de l'électrolyse d'eau salée, c'est du dichlore qui devrait être produit plutôt que du dioxygène.
{\displaystyle 2\,{\mbox{H}}_{2}{\mbox{O}}+2\,{\mbox{Cl}}^{-}\rightarrow 2\,{\mbox{H}}_{2}+{\mbox{Cl}}_{2}+2\,{\mbox{OH}}^{-}}
L'étude publiée dans Nature Geoscience ne précise pas comment les nodules peuvent se combiner pour permettre l'électrolyse de l'eau, et n'aborde pas la raison pour laquelle la pile ne s'épuise pas, ni les contraintes thermodynamiques telles que l'identification de la ou des sources d'énergie requises pour alimenter cet électrolyseur. Un éditeur de Nature explique en effet que « si les nodules eux-mêmes agissaient comme des batteries, produisant de l'énergie à partir d'une réaction chimique, ils auraient été épuisés depuis longtemps ». 
Certains critiques considèrent la conclusion de l'article concernant une implication sur l'apparition du dioxygène sur Terre comme une affirmation invraisemblable et peut-être une « déformation intentionnelle du contexte géologique et chimique » : la formation d'oxydes (nodules) dans une eau anoxique est chimiquement impossible.
Un chercheur cité dans Le Monde explique que, comme dans le paradoxe de l'œuf et de la poule, il faudrait expliquer la présence d'oxygène dans les minéraux d’oxyde de manganèse des nodules. Au printemps 2025, d'autres chercheurs proposent que cet oxygène vient de la réduction du nitrate en ammonium par certaines bactéries vivant en eaux profondes dans un article publié sur un site d'archive. Les chercheurs notent que « des nitrates ont été découverts sur Mars, ce qui laisse penser que ce processus pourrait contribuer à la terraformation de la planète ».
Un scientifique conclut provisoirement en janvier 2025 que « cette affaire d’“oxygène noir” comporte des choses excitantes, des choses aberrantes, et des conflits d’intérêts. C’est un beau sujet d’étude ! ».